# Ludwik Pak

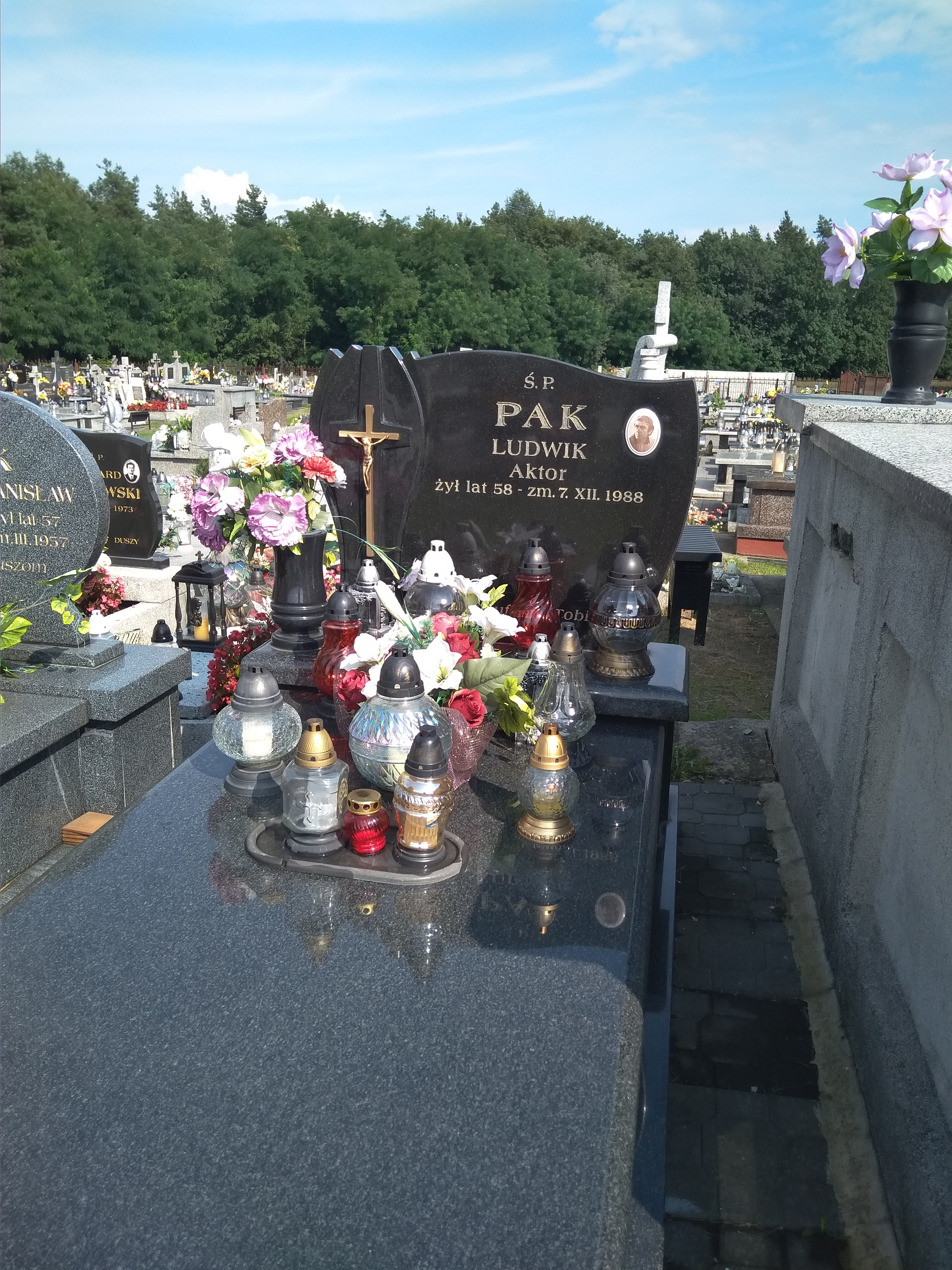
Grób Ludwika Paka na cmentarzu w Jasionnej

Ludwik Pak (ur. 20 marca 1930 w Jasionnej, zm. 7 grudnia 1988 w Warszawie) – polski aktor teatralny i filmowy.

## Życiorys
Absolwent rocznika 1955 warszawskiej PWST. Jego debiutem scenicznym była rola Tourterelle’a w Niemcach Leona Kruczkowskiego, zagrana 30 grudnia 1954 na deskach Teatru Nowej Warszawy. Pak pracował kolejno w teatrach: Nowej Warszawy (1955), Domu Wojska Polskiego (1955–1957), Dramatycznym (1957–1962), Ateneum (1962–1971) i Rozmaitościach (1972–1978, 1979–1984). Współpracował również z Teatrem STS: w sezonie 1970/1971 zagrał Bruna w Pustelni w reżyserii Jerzego Markuszewskiego.
W Teatrze Dramatycznym zagrał m.in. główną rolę bezimiennego Bohatera w prapremierze Kartoteki Tadeusza Różewicza w reżyserii Wandy Laskowskiej (26 marca 1960). Otrzymał wyróżnienie za rolę Szewca w Dużym jasnym Jarosława Abramowa-Newerlego na IV Festiwalu Polskich Sztuk Współczesnych we Wrocławiu w 1963.
Na 11. Festiwalu Polskich Filmów Fabularnych zdobył nagrodę za najlepszą rolę drugoplanową – robotnika leśnego Peresady w Siekierezadzie Witolda Leszczyńskiego. Jednak w filmie pamiętany głównie z epizodycznej roli Zdzisława Dyrmana w Misiu Stanisława Barei.
Był pierwszym odtwórcą roli Józefa Balcerka w serialu Alternatywy 4. Zdjęcia do serialu przerwało wprowadzenie stanu wojennego w Polsce, a po ich wznowieniu reżyser Stanisław Bareja zdecydował się na zmianę w obsadzie i przekazanie roli Balcerka Witoldowi Pyrkoszowi. Powodem decyzji była odmienna koncepcja tej postaci w wizji reżysera, od proponowanej przez Paka. W ocenie Zofii Czerwińskiej, odtwórczyni roli żony Balcerka, Pak postać tę zbytnio trywializował. Nagrane już z tym aktorem materiały nakręcono na nowo.
Aktor pochowany jest w rodzinnej wsi Jasionna w województwie świętokrzyskim.

## Filmografia
- 1959: Lunatycy jako Tolek
- 1960: Szklana góra jako Anastazy Wołek
- 1963: Ranny w lesie jako partyzant „Wiatrak”
- 1965: Trzy kroki po ziemi jako Ludwik Gościk
- 1967: Długa noc jako Józef Katjan, szwagier Katarzyny
- 1968: Hasło Korn jako kadrowiec w elektrowni w Kamieńcu
- 1969: Jarzębina czerwona jako d-ca drużyny dział samobieżnych sierżant Kamiejczuk
- 1970: Doktor Ewa jako kierownik szkoły w odc. 4 „Obowiązek lekarza” i odc. 8 „Porwanie”
- 1973: Stawiam na Tolka Banana jako Mundek Pabisz, ojciec „Cegiełki”
- 1975: Dyrektorzy jako pryszczaty
- 1979: Klincz jako żebrzący były mistrz bokserski Eddie Frey
- 1980: Miś jako Zdzisław Dyrman, kompan Stanisława Palucha
- 1985: Siekierezada jako robotnik leśny Peresada
- 1985: 07 zgłoś się odc. 17. Morderca działa nocą jako pacjent szpitala psychiatrycznego
- 1985: Chrześniak jako pracownik PGR
- 1986: Kurs na lewo jako Antek
- 1988: Pamięć i legenda jako sierżant W. Tabor

## Nagrody
- Nagroda na FPFF w Gdyni Najlepsza drugoplanowa rola męska: 1986: Siekierezada